# The Gunfighter
The Gunfighter er en amerikansk stumfilm fra 1917 af William S. Hart.

## Medvirkende
- William S. Hart som Cliff Hudspeth.
- Margery Wilson som Norma Wright.
- Roy Laidlaw som El Salvador.
- Joseph J. Dowling som Ace High Larkins.
- Milton Ross som Cactus Fuller.